# Automotive Hall of Fame
O Automotive Hall of Fame (AHOF) é uma distinção a pessoas que se destacaram nas áreas de pesquisa e desenvolvimento da técnica automotiva.

## História
Charles Brady King fundou em 1939 a sociedade Automotive Old Timers (AOT), da qual originou-se o AHOF.
Em Midland (Michigan) foi fundado em 1971 na área da Universidade Northwood um museu, que lá ficou durante 25 anos. A fim de aumentar a atratividade do museu, a direção do AHOF decidiu procurar um local nos arredores de Detroit, a "cidade do automóvel". Em 16 de agosto de 1997 foram inauguradas as novas instalações em Dearborn (Michigan), nas proximidades do museu ao ar livre que surgiu por iniciativa de Henry Ford.

## Membros do Hall of Fame
Entre parêntesis está o ano de admissão no Hall da Fama.
- Giovanni Agnelli (2002)
- Mario Andretti (2005)
- O. Donavan Allen (1974)
- John W. Anderson (1972)
- Zora Arkus-Duntov (1991)
- Clarence W. Avery (1990)
- Warren E. Avis (2000)
- Béla Barényi (1994)
- Vincent Hugo Bendix (1984)
- Walter Owen Bentley (1995)
- Karl Benz (1984)
- Nuccio Bertone (2006)
- Nils Bohlin (1999)
- Robert Bosch (1984)
- Charles A. Bott (1990)
- Ernest R. Breech (1979)
- Allen K. Breed (1999)
- Carl Breer (1976)
- Edward G. Budd (1985)
- Gordon M. Buehrig (1989)
- Ettore Bugatti (2000)
- David Dunbar Buick (1974)
- Philip Caldwell (1990)
- Frank J. Campbell (1996)
- Michael Cardone (1994)
- Walter F. Carey (1981)
- Albert C. Champion (1977)
- Roy D. Chapin Jr. (1984)
- Roy D. Chapin, Sr (1972)
- Louis Chevrolet (1969)
- Walter Chrysler (1967)
- André Citroën (1998)
- J. Harwood Cochrane (1991)
- Edward N. Cole (1977)
- Richard Colliver (2008)
- Archie T. Colwell (1988)
- Errett Lobban Cord (1976)
- Frederick C. Crawford (1983)
- Clessie Cummins (1973)
- Harlow H. Curtice (1971)
- Gottlieb Daimler (1978)
- Charles A. Dana (1978)
- Edward Davis (1996)
- Ralph DePalma (1973)
- Joseph R. Degnan (1997)
- William Edwards Deming (1991)
- Rudolf Diesel (1978)
- Arthur O. Dietz (1983)
- Abner Doble (1972)
- Horace Elgin Dodge (1981)
- John Francis Dodge (1997)
- Frederic G. Donner (1994)
- Harold D. Draper (1991)
- Fred S. Duesenburg (1970)
- John Dunlop (2005)
- William C. Durant (1968)
- Charles Duryea (1973)
- Frank Duryea (1996)
- Harley J. Earl (1986)
- Dale Earnhardt (2006)
- Joseph O. Eaton (1983)
- John E. Echlin (1985)
- Thomas Edison (1969)
- Elliott M. Estes (1999)
- Henry T. Ewald (1996)
- Virgil Exner (1995)
- Battista Farina (2004)
- Enzo Ferrari (2000)
- Harvey S. Firestone, Jr (1975)
- Harvey Firestone (1974)
- Carl G. Fisher (1971)
- Alfred J. Fisher (1995)
- Charles T. Fisher (1995)
- Fred J. Fisher (1995)
- William A. Fisher (1995)
- Edward A. Fisher (1995)
- Lawrence P. Fisher (1995)
- Howard A. Fisher (1995)
- Walter E. Flanders (1994)
- Edsel Ford (1968)
- Henry Ford (1967)
- Henry Ford II (1983)
- A. J. Foyt (2007)
- Bill France, Jr. (2006)
- Bill France senior (2004)
- Herbert H. Franklin (1972)
- Carlyle Fraser (1981)
- Douglas A. Fraser (2000)
- Martin Fromm (1993)
- Thomas N. Frost (1970)
- Paul Galvin (2008)
- Robert W. Galvin (2008)
- Don Garlits (2004)
- Joe Girard (2001)
- Giorgetto Giugiaro (2002)
- John E. Goerlich (1990)
- Martin E. Goldman (1981)
- Andy Granatelli (2003)
- Richard H. Grant (1971)
- Dan Gurney (2007)
- Zenon C.R. Hansen (1983)
- Donald Healey (2004)
- Phil Hill (2008)
- Max Hoffman (2003)
- William E. Holler (1969)
- Earl Holley (1995)
- George M. Holley, Sr. (1995)
- Soichiro Honda (1989)
- August Horch (2000)
- Wayne Huizenga (2006)
- Anton Hulman, Jr (1978)
- Lee Hunter (1992)
- J.R. Hyde III (2004)
- Lee Iacocca (1994)
- Bob Irvin (2008)
- Shojiro Ishibashi (2006)
- Alec Issigonis (2003)
- Thomas B. Jeffery (1975)
- Fred Jones (1994)
- Henry B. Joy (2003)
- Wunibald Kamm (2009)
- Yutaka Katayama (1998)
- K.T. Keller (1971)
- Frank D. Kent (1989)
- Charles F. Kettering (1967)
- Charles Brady King (2007)
- William S. Knudsen (1968)
- John W. Koons, Sr (1988)
- Edward C. Larson (1984)
- Elliott Lehman (1993)
- Henry M. Leland (1973)
- Paul Weeks Litchfield (1984)
- Raymond Loewy (1997)
- Wilton D. Looney (1992)
- J. Edward Lundy (2003)
- William Lyons (2005)
- John M. Mack (1972)
- Wilhelm Maybach (1996)
- Frank E. McCarthy (2002)
- Denise McCluggage (2001)
- Robert B. McCurry (1997)
- Brouwer D. McIntyre (1975)
- Robert Samuel McLaughlin (1973)
- Robert S. McNamara (1995)
- Rene C. McPherson (1991)
- William E. Metzger (2008)
- Edouard Michelin (2002)
- André Michelin (2002)
- Arjay Miller (2006)
- Harry A. Miller (2003)
- William L. Mitchell (1993)
- Hubert C. Moog (1988)
- Jim Moran (2005)
- Charles S. Mott (1973)
- Shirley Muldowney (2005)
- Thomas A. Murphy (1990)
- Charles W. Nash (1975)
- Henry J. Nave (1992)
- Heinrich Nordhoff (1985)
- Barney Oldfield (1968)
- Ransom Eli Olds (1968)
- Carl von Opel (1998)
- Ludwig Opel (1998)
- Wilhelm von Opel (1998)
- Friedrich Opel (1998)
- Heinrich von Opel (1998)
- Nikolaus Otto (1996)
- James Ward Packard (1999)
- William Doud Packard (1999)
- Wally Parks (2000)
- Thomas S. Perry (1996)
- Donald E. Petersen (1992)
- Richard Petty (2002)
- Armand Peugeot (1999)
- Charles M. Pigott (1998)
- Charles J. Pilliod (1992)
- Sergio Pininfarina (2007)
- Harold A. Poling (1999)
- Ralph Lane Polk (2001)
- Ferdinand Porsche (1987)
- Heinz Prechter (2004)
- William A. Raftery (1997)
- Alice Huyler Ramsey (2000)
- Louis Renault (2003)
- Walter Reuther (1990)
- Eddie Rickenbacker (1973)
- James M. Roche (1992)
- Willard F. Rockwell (1980)
- George W. Romney (1995)
- Henry Royce (1991)
- James A. Ryder (1985)
- Bruno Sacco (2006)
- Mort Schwartz (2008)
- Louis Schwitzer (1970)
- Kenneth W. Self (1994)
- Wilbur Shaw (1987)
- Carroll Shelby (1992)
- Owen R. Skelton (2002)
- Alfred P. Sloan (1967)
- Arthur O. Smith (1988)
- Lloyd R. Smith (1988)
- John F. Smith, Jr. (2005)
- Charles E. Sorensen (2001)
- Clarence W. Spicer (1995)
- Francis E. Stanley (1996)
- Freelan O. Stanley (1996)
- Walter W. Stillman (1987)
- John W. Stokes (1970)
- William B. Stout (2001)
- Robert A. Stranahan (1979)
- John M. Studebaker (2005)
- Harry C. Stutz (1993)
- Genichi Taguchi (1997)
- Walter C. Teagle (1974)
- Ralph R. Teetor (1988)
- John J. Telnack (2008)
- Henry H. Timken (1977)
- Eiji Toyoda (1994)
- Shoichiro Toyoda (2007)
- Preston Tucker (1999)
- Edwin J. Umphrey (1974)
- Jesse G. Vincent (1971)
- Eberhard von Kuenheim (2004)
- Roy Warshawsky (2001)
- Elmer H. Wavering (1989)
- J. Irving Whalley (1981)
- Rollin H. White (1997)
- Walter C. White (1997)
- Windsor T. White (1997)
- John L. Wiggins (1975)
- C. Harold Wills (1970)
- John Willys (2008)
- Charles E. Wilson (1969)
- Alexander Winton (2005)
- Jiro Yanase (2004)
- Fred M. Young (1986)
- Fred M. Zeder (1998)
- Ferdinand von Zeppelin (1998)

## Líder Industrial do Ano
- Lee Iacocca (1982)
- Roger B. Smith (1983)
- Philip Caldwell (1984)
- John Curcio (1985)
- Roger B. Smith (1986)
- Donald Petersen (1987)
- Robert Galvin (1988)
- Ruben Mettler (1989)
- Heinz Prechter (1990)
- John Grettenberger (1991)
- Frederick Mancheski (1992)
- Harold Poling (1993)
- Roger Penske (1994)
- Robert Eaton (1995)
- Richard Dauch (1996)
- Alex Trotman (1997)
- Southwood Morcott (1998)
- John Smith Jr. (1999)
- Kenneth Way (2000)
- Fujio Cho (2001)
- G. Richard Wagoner, Jr. (2002)
- Michael J. Jackson (2003)
- Carlos Ghosn (2004)
- Dieter Zetsche (2005)
- James E. Press (2006)
- Phillip D. Brady (2007)
- Richard Colliver (2008)

## Prêmio Citação por Serviços Distintos
- 1940: Walter C. Baker, Julian Chase, Charles S. Henshaw, Charles B. King, Ransom Eli Olds
- 1941: Henry Cave, J. Frank Duryea, David C. Fenner, Raymond M. Owen, William K. Vanderbilt, Thomas A. Willard
- 1945: Charles H. Davis, William S. Knudsen, Hurlbut W. Smith, Charles E. Sorensen, James T. Sullivan
- 1946: Herbert W. Alden, Ralph DePalma, Charles W. Nash, Arthur L. Newton, Robert Schmunk
- 1947: William G. Bryan, William L. Hughson, George Robertson, Alfred P. Sloan, Jr.
- 1948: Charles F. Kettering, H.O. Koller,Alvin Macauley, Leon J. Pinkson, Joseph Tracey
- 1949: Harvey S. Firestone, Jr., P.M. Heldt, William E. Holler, K.T. Keller, Alfred Reeves
- 1950: Clarence B. Hayes, Frederick E. Moskovics, Charles S. Mott, Charles E. Wilson
- 1951: Earle Anthony, Paul G. Hoffman, Paul W. Litchfield, William L. Mallon, Wilbur Shaw, William B. Stout
- 1952: John L. Collyer, George W. Mason,Albert L. Pope, Willard F. Rockwell, Sr., John J. Schumann, Jr., Russell E. Singer
- 1953: John R. Davis, Thomas H. MacDonald, George A. Martin, Robert A. Stranahan, Sr., Eli C. Wareheim
- 1954: Clifford M. Bishop, Arthur O. Dietz, John A. Warner
- 1955: Mary D. Allen, Lester L. Colbert, Frederick C. Crawford, Paul Garrett, Pyke Johnson, Arthur E. Summerfield
- 1956: Albert Bradley, E.J. Bush, Tom Frost, Bert Pierce, George Romney
- 1957: W. Alton Jones, John L. McCaffrey, Thomas W. Milton, Robert E. Wilson
- 1962: George C. Buzby, Sr., John F. Creamer, Earle C. Dahlem, Arthur W. Herrington, A.A. Lally, Jack C. Weed
- 1963: David E. Castles, Edward N. ColR.A. Harp, Edwin C. Quinn, Ray W. Sherman
- 1964: Fred O. Conley, Eldred R. Crow, Robert V. Daly, Ralph R. Teetor, C.W. Van Ranst, Lillian R. Wagner
- 1965: Lewis D. Crusoe, Herb L. Galles, Jr., Ray Harroun, Thomas H. Keating, Harry J. Klingler, Winfield R. Stephens, Pete Wemhoff
- 1966: Larry H. Averill, Frederic G. Donner, Julie C. Driscoll, C. Isabel Fenton, Earl B. Hathaway, Peter Helck, Ralph H. Isbrandt, Irving B. Kline, Lou Meyer, Charles S. Rogers, Mauri Rose, Louis Schwitzer, Sr., Lynn A. Townsend, Earl Cooper
- 1967: Charles A. Dana, W. Sterling Edwards, Leo W. Goosen, Harry Hartz, Carl R. Lane, Nelson K. Mintz, Maurice J. Murphy, Joseph E. Saunders, Myrle E. St. Aubin
- 1968: Fred M. Young, Virgil E. Boyd, Roy D. Chapin, Jr., Zenon C. Hansen, James C. Moore, Ralph K. Mulford, Lee Oldfield, Marion T. Powers, John L. Wiggins, Birkett L. Williams
- 1969: Oscar H. Banker, John N. Bauman, M.R. Darlington, Jr., Peter DePaolo, Harley J. Earl, Henry Ford II, Bill France senior, James L. McGovern, Jr., James M. Roche
- 1970: Elliott M. Estes, Tony Hulman, Jr., William E. Kennedy, Jr., William L. Kissel, Paula Murphy, Willard F. Rockwell, Jr., Sydney G. Tilden, Sr., George R. Vila, J. Irving Whalley
- 1971: Roy Abernethy, Fred Agabashian, Harry O. Bell, W. Russell Boss, Sam Hanks, William F. Harrah, Helen R. Kahn, Peter O. Krogh, Matthew S. McLaughlin, Herbert J. Woodall
- 1972: Russell DeYoung, Robert M. Finlay, Lee Iacocca, William V. Luneburg, Dorothy M. Ross, Lyman W. Slack, Boyce M. Tope
- 1973: John F. Heflin, Steward C. Holman, Eva I. Mosley, J. Stuart Perkins, Francis C. Turner
- 1974: Robert Anderson, Ernest R. Breech, John Delorean, Raymond H. Dietrich, Anthony Foyt, Jr., Richard C. Gerstenberg, Karl Kizer, Semon E. Knudsen, William L. Mitchell, Edwin W. Parkinson, C.P. Williams, John F. Winchester
- 1975: Martin H. Bury, Raymond C. Firestone, Jr., Martin E. Goldman, Gilbert L. Haley, Richard D. Kudner, Frank P. Kurtis, Robert D. Lund, Winston W. Marsh, Charles L. McCuen, Henry M. Porter, Kenneth W. Self, Walter W. Stillman, Charles G. Stradella, Mel A. Turner, Sr.
- 1976: Herbert A. Abramson, Gordon M. Buehrig, Duane D. Freese, Elliot L. Ludvigsen, Robert E. Peterson, Paul Russo, Charles J. Whittey, Jack K. Williams
- 1977: John E. Bickel, Eugene Bordinat, J. Clarence Cagle, Archie T. Colwell, Harry Monroe, Jr., Edwin J. Mullane, Thomas A. Murphy
- 1978: Harold T. Ames, L. Scott Bailey, Henry Banks, Harry F. Barr, Zollie S. Frank, George W. Kennedy, John W. Nerlinger, M.H. Yager
- 1979: H.F. Boeckmann II, Anthony G. DeLorenzo, Reed T. Draper, Edward C. Larson, Alan G. Loofbourrow, Drexel D. Minshall, John J. Riccardo
- 1980: Paul C. Ackerman, Emile L. Dubois, Maximilian E. Hoffman, John P. Kushnerick, Allen K. Parrish, William S. Pickett, William A. Raftery, Frederick G. Wacker, Jr.
- 1981: Walter J. Bemb, A.G. Herreshoff, Robert Lund, Thomas McLennan, James W. McLernon, Rene C. McPherson, Richard A. Teague
- 1982: Russell W. Case, Robert P. Mallon, E. Mandell de Windt, George W. Merwin, Jr., H. Kenneth Tooman, Alex S. Tremulis
- 1983: Wilton D. Looney, Walter M. May, John B. Naughton, Sr., Thomas S. Perry, Emil G. Stanley, W. Athell Yon
- 1984: Michael Cardone, Sr., Martin Fromm, Robert W. Galvin, Harold T. Halfpenny, Kenneth C. Kent, Samuel L. Marshall, F. James McDonald, Charles M. Pigott, John J. Pohanka, Andrew D. Shaw
- 1985: Joseph Gilbert, Frederick J. Mancheski, Warren J. McEleney, Stanley Stephenson, Brooks Stevens, Arthur E. Turner
- 1986: Gerald Greenwald, Frank M. Norflect, Harold A. Poling, Marvin T. Runyon, Roger B. Smith, W. Chandler Stewart
- 1987: V. James Adduci, Frank E. McCarthy, Robert E. Mercer, Donald E. Peterson, Carroll Shelby
- 1988: James K. Ashford, Frank S. Galpin, William E. Hancook, Jr., Gordon B. MacKenzie, Robert M. McElwaine, Roger S. Penske, Robert L. Sirotek
- 1989: Bennett E. Bidwell, Earl Dolive, James R. Garfield II, Charles N. Gaskill, David H. Gezon, Joseph S. Holman, R. Gary Stauffer
- 1990: J. Harwood Cochrane, June M. Collier, John M. O'Hara, Allen C. Richey, Ernest N. Robinson, Gordon Rountree, Thomas F. Russell
- 1991: Walter V. Alley, Jr., Maurice C. Carter, William C. Hatcher, Robert D. Nesen, Raymond F. O'Brien, John P. Reilly, Robert D. Tuttle
- 1992: Michael M. Carey, John M. Giebe, J. David Power III, Mort Schwartz, Nathan Shulman, Jack J. Telnack, James B. Woulfe
- 1993: Keith K. Crain, Arthur Epstein, Gene N. Fondren, Charles M. Jordan, Beverly R. Kimes, Robert A. Lutz, C. J. McCormick, Sam H. White
- 1994: Vaughn L. Beals, Jr., Harmon M. Born, Francois J. Castaing, Paul Cole, Jr., Robert H. Raff, Woodrow W. Woody
- 1995: James L. Burke, Thomas C. Gale, Curtis C. Gunn, James L. Hebe, Harold W. Rockwell, John J. Scalley, Charles E. Walton
- 1996: Joseph M. Clapp, J. Lamont Davis, B.J. McCombs, Larry W. McCurdy, Southwood J. Morcott, Heinz C. Prechter, Kenneth L. Way
- 1997: William R. Carey, Ralph A. Forbes, H. Leo Mehl, John M. Riess, David Sinclair, O. Temple Sloan
- 1998: Dale K. Craig, Martin McInerney, Roy S. Roberts, Ronald H. Weiner, John Wetzel, Hiroyuki Yoshino
- 1999: Maureen K. Darkes, Bobbie Gaunt, Lawrence R. Gustin, Robert Lutz, Larry L. Prince
- 2000: Sam C. Cupp, Irma B. Elder, Yale Gieszl, Leon Mandel, E. Thomas Pappert, Cynthia Trudell
- 2001: Mong-Koo Chung, Michael H. Dale, Pat Moran, Ross H. Roberts, Takeshi Uchiyamada
- 2002: Thomas J. Davis, Terry M. Ehrich, Andy Granatelli, Joseph Magliochetti, Mary S. Rehwald, Robert L. Rewey
- 2003: Marion L. Brem, Joseph C. Day, Thomas Gallagher, William J. Lovejoy, Lynn C. Myers, James E. Press
- 2004: J.T. Battenberg III, Gary L. Cowger, Thomas W. LaSorda, Anne Stevens, Richard E. Strauss, Ron B. Tonkin
- 2005: Charles Blum, Christine Cortez, Ronald Cutler, Ray Green, James O'Connor, David O'Reilly
- 2006: Julie Nguyen Brown, Thomas G. Elliott, Alfred L. Gaspar, Lloyd Reuss, Ralph C. Seekins, Jack K. Teahen, Susan J. Unger
- 2007: Dr. Amar G. Bose, Jeffrey A. Cook, Allan Gilmour, Timothy D. Leuliette, Elizabeth A. Lowery, Phil Smart, Sr.
- 2008: Josephine Cooper, Ron Gettelfinger, Frederick A. Henderson, David W. Hermance, David F. Mungenast Sr., Lyn St. James
- 2009: Gale Banks, Derrick Kuzak, Mark Schienberg, Juliana Terian Gilbert, Edward T. Welburn, Jr., Susan Cischke